# Jean Marchand (Politiker)

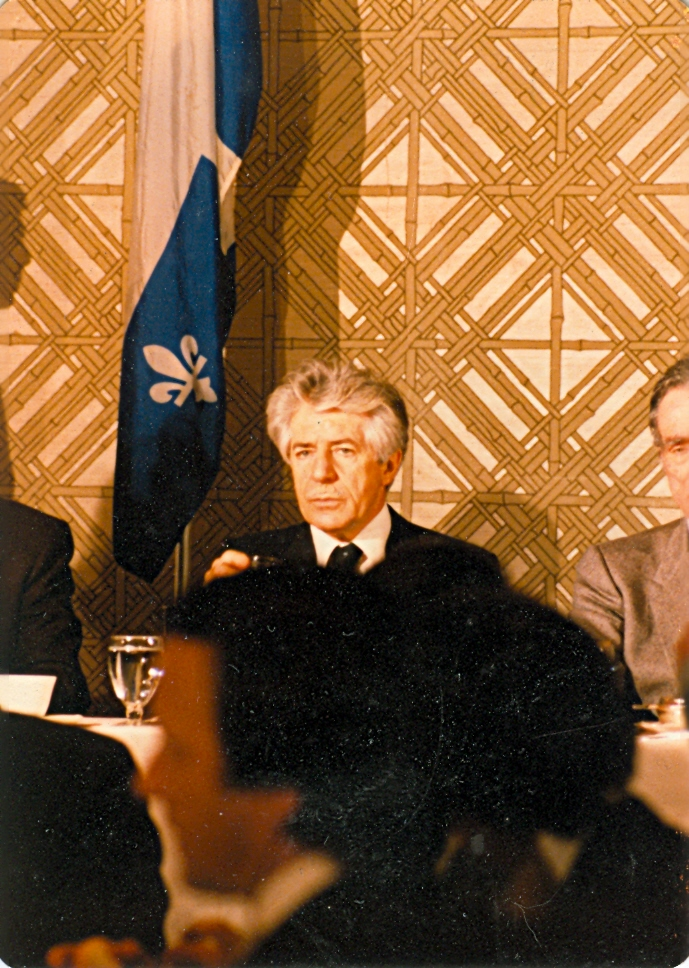
Jean Marchand (1980)

Jean Marchand PC CC (* 20. Dezember 1918 in Champlain, Québec; † 28. August 1988) war ein kanadischer Gewerkschaftsfunktionär und Politiker der Liberalen Partei Kanadas, der insgesamt fast 18 Jahre lang Abgeordneter des Unterhauses sowie Mitglied des Senats und mehrfach sowie zwischen 1980 und 1983 als Speaker of the Senate Senatspräsident war.

## Leben
Marchand begann nach dem Besuch der Académie Saint-Joseph 1938 ein Studium an der kurz zuvor von Georges-Henri Lévesque gegründeten Fakultät für Sozialwissenschaften der Universität Laval. Nach Abschluss seines Studiums wurde er 1947 Generalsekretär der Konföderation katholischer Arbeitnehmer (Confédération des travailleurs catholiques du Canada) und organisierte für diese 1949 den Streik in Asbestos. In dieser Zeit entstand seine Bekanntschaft zu den damaligen Journalisten und späteren Politikern Pierre Trudeau und Gérard Pelletier. Zuletzt war Marchand von 1961 bis 1964 Präsident der Confédération des syndicats nationaux. Danach war er zwischen 1964 und 1965 Mitglied der Royal Commission on Bilingualism and Biculturalism, einer Enquetekommission zur Berücksichtigung der kulturellen und sprachlichen Unterschiede zwischen anglophonen und frankophonen Kanadiern.
Bei der Unterhauswahl am 8. November 1965 wurde Marchand als Kandidat der Liberalen Partei erstmals zum Abgeordneten in das Unterhaus gewählt, in dem er zunächst den Wahlkreis Québec West und danach seit der Wahl vom 25. Juni 1968 bis zu seinem Mandatsverzicht am 9. Dezember 1976 den Wahlkreis Langelier. Am 18. Dezember 1965 wurde Marchand von Premierminister Lester Pearson als Minister für Staatsbürgerschaft und Einwanderung in die 19. Regierung Kanadas berufen und übernahm in dieser nach einem Neuzuschnitt der Ressorts am 1. Oktober 1966 das Amt des Ministers für Arbeitskräfte und Einwanderung, das er bis zum Ende von Pearsons Amtszeit am 19. April 1968 innehatte.
Pearsons Nachfolger als Premierminister, Pierre Trudeau, ernannte ihn anschließend am 20. April 1968 zum Staatssekretär für Kanada im 20. Kabinett Kanadas. Diese Funktion behielt er bis zum 5. Juli 1968 und behielt zugleich auch weiterhin sein Amt als Minister für Arbeitskräfte und Einwanderung. Nach einer Regierungsumbildung wurde er Minister für Forstwirtschaft und ländliche Entwicklung und dann vom 1. April 1969 bis zum 26. November 1972 Minister für regionale wirtschaftliche Expansion, ehe er daraufhin bis zum 25. September 1975 Verkehrsminister war. Anschließend war Marchand Minister ohne Geschäftsbereich sowie schließlich seit einer neuerlichen Regierungsumbildung am 22. Januar 1976 Umweltminister. Von diesem Ministeramt trat er am 30. Juni 1976 aus Protest gegen den Umgang der Regierung mit dem Streik der Fluglotsen.
Nach seinem Ausscheiden aus dem Unterhaus wurde er am 9. Dezember 1976 auf Vorschlag von Premierminister Trudeau Mitglied des Senats und vertrat in diesem bis zu seinem Rücktritt am 15. Dezember 1983 den Senatsbezirk De la Vallière. In dieser Zeit war er zwischen dem 18. Oktober 1977 und dem 10. Oktober 1978 Co-Vorsitzender des Gemeinsamen Sonderausschusses des kanadischen Parlaments für die National Capital Region. Während seiner Senatsmitgliedschaft wurde er zuletzt am 4. März 1980 als Nachfolger von Allister Grosart auch Speaker of the Senate und damit Präsident des Senats. Zeitgleich war er zwischen dem 14. April 1980 und dem 30. November 1983 auch Co-Vorsitzender der Gemeinsamen Ständigen Ausschüsse für die Bücherei und das Restaurant des Parlaments. Das Amt des Senatssprechers bekleidete er bis zu seinem Ausscheiden aus dem Senat am 15. Dezember 1983. Nachfolger wurde daraufhin Maurice Riel.
Grund für seinen Rücktritt als Mitglied des Senats war seine bevorstehende Ernennung zum Präsidenten der Verkehrskommission (Canadian Transport Commission). Dieses Amt bekleidete er bis zu seinem Tod am 28. August 1988.
Für seine langjährigen Verdienste als Gewerkschaftsfunktionär und Politiker wurde Marchand am 23. Juni 1986 zum Companion des Order of Canada ernannt.